# Scharaknoz
Scharaknoz (armenisch), wissenschaftliche Umschrift Šaraknoc’, ist das liturgische Buch gottesdienstlicher Gesänge im Armenischen Ritus, die bis ins Mittelalter oder gar die patristische Zeit zurückgeführt werden können. Es entspricht dem Tropologion griechischer und dem Hymnarium lateinischer Liturgien. Die Hymnen selbst heißen Scharakan (Šarakan).
Die handschriftliche Überlieferung setzt im 12. Jahrhundert ein. Der Erstdruck erschien 1664 in Amsterdam.

## Diskografie
- Sharakan / Medieval Music. (The Music of Armenia, Volume Two) Produziert von David Parsons. Celestial Harmonies, 1996